# Чевила (Вашингтон)
Чевила (енгл. Chewelah) град је у америчкој савезној држави Вашингтон. По попису становништва из 2010. у њему је живело 2.607 становника.

## Демографија
Према попису становништва из 2010. у граду је живело 2.607 становника, што је 421 (19,3%) становника више него 2000. године.
| Група             | 2000.         | 2010.         |
| Белци             | 1.997 (91,4%) | 2.382 (91,4%) |
| Афроамериканци    | 1 (0,0%)      | 6 (0,2%)      |
| Азијати           | 15 (0,7%)     | 14 (0,5%)     |
| Хиспаноамериканци | 59 (2,7%)     | 74 (2,8%)     |
| Укупно            | 2.186         | 2.607         |